# Incident du détroit de Kertch
Guerre russo-ukrainienne
L'incident du détroit de Kertch est un incident qui s'est produit dans le détroit de Kertch le 25 novembre 2018 entre les marines ukrainienne et russe.

## Contexte
Le détroit de Kertch relie la mer d'Azov à la mer Noire entre la péninsule de Kertch (république de Crimée) à l'ouest de la péninsule de Taman (kraï de Krasnodar), à l’est. Ce détroit permet l’accès aux ports de la mer d’Azov, notamment le port de Marioupol qui dessert le sud-est de l’Ukraine.
En 2003, l'Ukraine et la Russie acceptent le principe de la liberté de circulation à travers le détroit et la mer d'Azov, considérant celle-ci comme une « mer intérieure partagée ». En 2014, à la suite de la crise de Crimée, la Russie contrôle les deux rives du détroit. En mai 2018, la Russie achève la construction du pont de Crimée, d'une longueur d'environ 18 km, qui enjambe le détroit et y modifie les conditions de navigation.

## Déroulement
Cet incident a commencé lorsque trois navires de la marine ukrainienne ont tenté de passer sous le pont de Crimée. La Russie accusant les navires ukrainiens d'entrer illégalement dans ses eaux territoriales a alors bloqué le passage en plaçant un cargo sous le pont. Les navires ukrainiens ont néanmoins poursuivi leur route et une confrontation a eu lieu, la Russie tirant sur les navires ukrainiens et les saisissant. Selon différents rapports, trois à six membres d'équipage ukrainiens sont blessés. Les Russes font vingt-quatre prisonniers, dont deux membres des services secrets ukrainiens, le SBU.

## Conséquences

Oblasts ukrainiens (en rouge) où est entrée en vigueur la loi martiale.

Cet événement produit une escalade dans les relations entre l’Ukraine et la Russie, déjà particulièrement tendues après le début de la guerre russo-ukrainienne avec l'invasion et l'annexion de la Crimée par la Russie en 2014.
Le 26 novembre, le président ukrainien Petro Porochenko, considérant qu'il s'agit d'un acte de guerre, signe un décret de loi martiale s’appliquant pour une durée de 30 jours dans les oblasts à majorité russophone de l’Ukraine, à quelques mois de l’élection présidentielle prévue le 31 mars 2019. Ce décret est approuvé peu après par le Parlement ukrainien.
Le Tribunal maritime international exige en mai 2019 la libération immédiate des prisonniers ukrainiens ainsi que la restitution des navires capturés à l'Ukraine.

## Réactions

### Russie
La Russie a confirmé l'arraisonnement et l'usage d'armes contre les navires ukrainiens, mais accuse ces navires d'avoir mené des actions illégales dans les eaux territoriales russes et les qualifie de « provocation ».
La porte-parole de la diplomatie russe Marie Zakharova a dénoncé les "méthodes de bandits de grand chemin" de l'Ukraine.
Selon le FSB, le service de renseignement intérieur russe, les navires ukrainiens seraient entrés illégalement dans une zone provisoirement fermée au sein des eaux territoriales russes. Le FSB accuse la marine ukrainienne d'avoir mené des actions provocatrices dans le but de créer une situation de conflit dans la région.

### Ukraine
Le 26 novembre 2018, l'état-major des forces armées de l'Ukraine tient un briefing dans lequel il qualifie l'action de la fédération de Russie d'acte d'agression armée violant un certain nombre de normes internationales comme l'accord de coopération entre l'Ukraine et la fédération de Russie concernant l'utilisation de la mer d'Azov et du détroit de Kertch.
- L'article 17 de la Convention des Nations unies sur le droit de la mer stipule que « les navires de tous les États, côtiers ou sans littoral, jouissent du droit de passage inoffensif dans la mer territoriale ».

- La partie 1 de l'article 38 de la Convention stipule que tous les navires en ligne visés à l'article 37 de la même Convention « jouissent du droit de passage en transit » sur lequel aucune ingérence ne doit avoir lieu.

- Les articles 32 et 95 de la Convention des Nations unies sur le droit de la mer, en vertu desquels les navires de guerre jouissent de l'immunité.

- La fédération de Russie émet un avertissement des gardes-côtes concernant la fermeture de la zone d’entrée du détroit de Kertch sur le site web officiel à 0 h 40 le 25 novembre 2018, soit après l’arrivée du groupe naval des Forces armées ukrainiennes dans le détroit de Kertch.

- L'article 30 de la Convention des Nations unies, selon lequel un pays côtier a le droit d'exiger l'abandon immédiat des eaux territoriales par un navire militaire d'un autre État, mais ne doit en aucun cas utiliser des armes contre des personnes sans aucune raison.

- L'article 2 de la Charte des Nations unies, selon lequel les conflits doivent être résolus de manière pacifique, afin de ne pas porter atteinte à la paix, à la sécurité et à la justice internationales, ainsi qu'à l'obligation de s'abstenir de recourir à la force ou aux menaces contre l'intégrité territoriale ou l'indépendance politique de n'importe quel État[10].

En mai 2019, le président Ukrainien Volodymyr Zelensky déclare que l'application de la décision du Tribunal maritime international « pourrait être le premier signe de la part du pouvoir russe qu'il est réellement prêt à mettre fin au conflit avec l'Ukraine ».

### Autres pays
Donald Trump annule un rendez-vous avec Vladimir Poutine quelques jours après l'incident. Emmanuel Macron et Angela Merkel appellent Vladimir Poutine en mai 2019 pour l'encourager au dialogue vis-à-vis de la décision du Tribunal maritime international que la Russie ne reconnait pas, en vain.

### Nations unies
Le 26 novembre, la Russie convoque une réunion d'urgence du Conseil de sécurité des Nations unies.
L'Ukraine appelle à une réunion d'urgence du Conseil de sécurité sur ce qu'elle consière comme une « attaque » de la Russie. Cette demande est soutenue par l'ambassadrice des États-Unis aux Nations unies, Nikki Haley.
Karen Pierce, l’ambassadrice du Royaume-Uni aux Nations unies, déclare ouvertement au Conseil que la Russie est responsable de l'empoisonnement de Sergueï et Ioulia Skripal et  condamne « l'utilisation déplorable de la force militaire par la Russie et son mépris du système international fondé sur des règles. Ce ne sont pas les actions d'un pays responsable ».
Au cours de la réunion, la secrétaire générale adjointe des Nations unies pour les affaires politiques, Rosemary DiCarlo, déclare au Conseil : « Nous invitons fortement la fédération de Russie et l’Ukraine à s’abstenir de tout acte ou discours rhétorique et rappelons à tous les deux la nécessité de contenir cet incident afin de prévenir une grave escalade ».
L’Assemblée générale des Nations unies examinera une résolution sur la militarisation de la mer d’Azov en décembre 2018.

## Libération des prisonniers ukrainiens

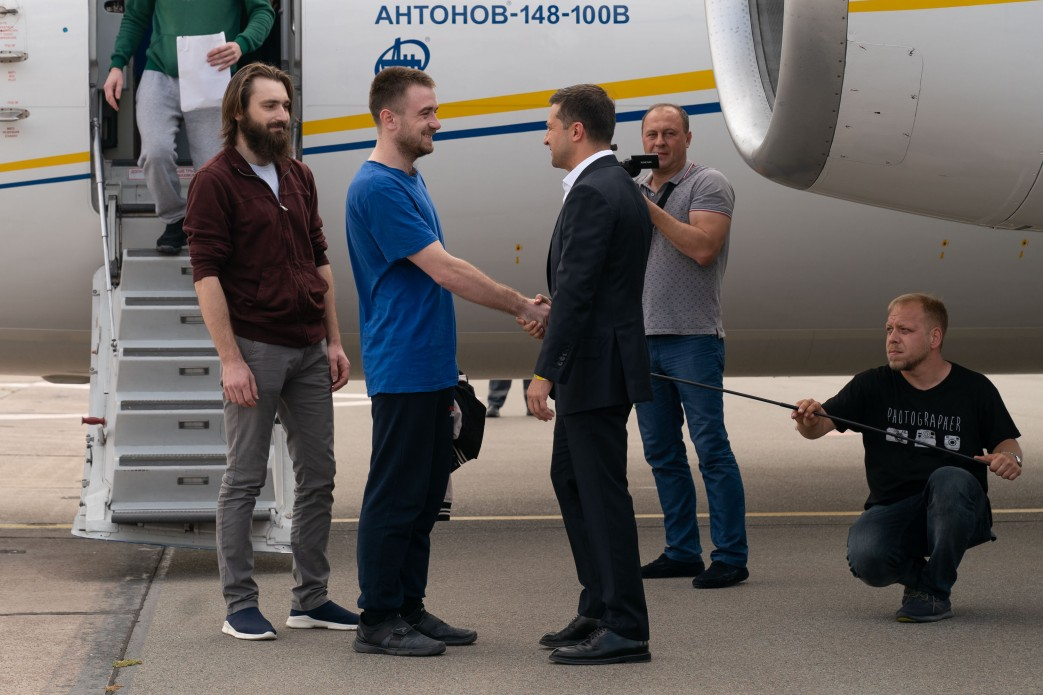
Le président ukrainien Volodymyr Zelensky accueille les marins qui sont revenus dans le cadre de l'échange de prisonniers.

Les vingt-quatre prisonniers ukrainiens, marins et membres des services secrets, sont libérés le 7 septembre 2019 dans le cadre d'un échange de prisonniers entre les deux pays. Ils sont libérés en même temps que le cinéaste Oleh Sentsov et dix autres citoyens ukrainiens,.

## Restitution des navires à l’Ukraine
Les trois navires ukrainiens sont remis à l’Ukraine le 18 novembre 2019.